# Łoniowa
Łoniowa – wieś w Polsce położona w województwie małopolskim, w powiecie brzeskim, w gminie Dębno.
| SIMC    | Nazwa    | Rodzaj    |
| ------- | -------- | --------- |
| 0819065 | Dębcza   | część wsi |
| 0819071 | Góry     | część wsi |
| 0819088 | Granice  | część wsi |
| 0819094 | Kawałek  | część wsi |
| 0819102 | Pańskie  | część wsi |
| 0819119 | Polowice | część wsi |
| 0819125 | Ruda     | część wsi |
| 0819131 | Rynek    | część wsi |

W latach 1975–1998 miejscowość administracyjnie należała do województwa tarnowskiego.
Co roku odbywa się Przegląd Dziecięcych Zespołów Folklorystycznych Regionu Krakowskiego „Krakowiaczek”.
W Łoniowej prowadzono badania archeologiczne które odkryły pozostałości osady sprzed 7 tys. lat. Osada należała do pierwszych rolników na tych terenach, zaliczanych do kultury wstęgowej rytej.